# Утрехтска унија
Утрехтска унија (хол. Unie van Utrecht) представља споразум потписан 23. јануара 1579. године између неколико низоземских провинција. Овим споразумом провинције су се договориле да ће удружити силе како би протерали Шпанце из земље, а притом је регулисан и низ државних питања на пољу одбране, опорезивања и вероисповести. Стога се овај споразум може сматрати претечом устава.
За овај споразум се такође користи и назив „Проширена Унија“ због тога што чини допуну такозваној „Општој унији“ из 1576. године (Хентски мир). Прве провинције које су потписале споразум биле су Хелре и Зутфен, Холандија, Зеланд, Утрехт и Хронинген (Гронинген) са околином (Омеланден). Касније су им се још прикључили Хент, Најмеген, Арнем, Фризија, Венло, Амерсфорт, Ипер, Антверпен, Бреда, Бриж са околином (het Brugse Vrije), Лир и Дренте. Брабантски градови Хертогенбос и Лувен нису се прикључили Утрехтској унији јер су били под шпанском влашћу. Хертохенбос се у почетку прикључио обема унијама али је након Побуне мачевалаца остао само у Арашкој унији.
Унија се 1581. отцепила од Шпаније, а Вестфалским миром 1648. добила независност и потом прихватила назив Холандија према највећој и најбогатијој провинцији.

## Споразум
Споразум је потписан 23. јануара у главној сали Утрехтске катедрале која данас представља аулу Универзитета у Утрехту. Коначна верзија споразума је адаптација нацрта Флориса Тина (Floris Thin). Први који је потписао споразум био је Јан од Насауа, а после њега то су учинила и четири племића од којих је сваки био представник једног округа (kwartier) у Хелреу (између осталих и представник Зутфена), међутим, ти племићи уопште нису имали овлашћење да то учине. Споразум су последњи потписали представници Холандије, Зеланда, Утрехта и Омеландена.
Склапањем Утрехтске уније, између осталог, је установљено следеће:
- У спољној политици ће све прикључене провинције деловати као једна јединствена провинција: у унутрашњој политици свака провинција задржава привилегије;
- Основана је заједничка војска: овим споразумом такође је регулисано и увођење обавезне војне службе;
- Провинције ће се међусобно подржавати у борби
- Све провинције ће заједно сносити половину трошкова за финансирање одбране пограничних градова, због чега је уведен посебан порез;
- Градови су обавезни да пруже смештај гарнизонима. Ове трошкове провинције ће заједнички сносити;

У Холандији и Зеланду донет је закон о верским слободама. Преостали градови и провинције добили су слободу да самостално воде верску политику. У 'Декларацији' потписаној 1. јануара 1579. године се наводи да пријатељски наклоњени градови и провинције које желе да остану католичке нису ускраћене за учествовање у Унији.
Споразум даље садржи одредбе о томе које се одлуке морају изгласати једногласно а које од стране већине. Такође је утврђена и позиција намесника (stadhouder) као и начин на који би се требало опходити према потенцијалним разликама у мишљењу.